# Giovani mariti
Giovani mariti è un film del 1958 diretto da Mauro Bolognini.

## Trama
In una città di provincia, Antonio, Ettore, Franco, Giulio e Marcello sono amici inseparabili, che conducono una vita spensierata, che si uniscono per bere e sedurre le ragazze. Ma un giorno, Franco decide di sposarsi e Marcello, sinceramente innamorato di Lucia, ha intenzione di fare lo stesso. Gli eventi dell'esistenza fatalmente li separeranno; più tardi, quando si ritroveranno per un'ultima notte di bagordi, si renderanno conto con una certa amarezza che molte cose sono cambiate, in loro e fuori di loro, e che non hanno più nulla da condividere.

## Distribuzione
Fu presentato in concorso all'11º Festival di Cannes, dove vinse il premio per la migliore sceneggiatura.

## Riconoscimenti
- Festival di Cannes 1958
  - Premio per la migliore sceneggiatura